# Список персонажей «Призрак в доспехах»
Это список персонажей из научно-фантастической манги «Призрак в доспехах» (яп. 攻殻機動隊, Ко: каку Кидо: тай), изданной в 1991 году, а также её экранизаций: аниме-фильмов «Призрак в доспехах», «Призрак в доспехах: Невинность», «Призрак в доспехах: Синдром одиночки — Закостенелое общество» и сериалов «Призрак в доспехах: Синдром одиночки», «Призрак в доспехах: Синдром одиночки — 2-й ГИГ».
Автор оригинального дизайна персонажей — Масамунэ Сиро, дизайна в фильмах — Хироюки Окиура.

## Девятый отдел

Девятый отдел. Слева направо: Падзу, Тогуса, Бома, Мотоко, Арамаки, Сайто, Исикава, Бато.

Независимый спецотдел входящий в Бюро Общественной Безопасности. Дислоцируется на верхних этажах небоскрёба города Ниихама, состоит из: 
- руководителя
- 7 оперативников
- танков - татиком с ИИ
- роботов поддержки
- техников

Во втором сезоне сериала к ним присоединяются ещё двое новичков-стажеров, один из которых погибает на спецоперации.

## Члены девятого отдела

### Мотоко Кусанаги («Майор»)
Мотоко Кусанаги (яп. 草薙 素子 Кусанаги Мотоко) — псевдоним главной героини, работающей в 9 отделе МВД Японии. Рост — 168 см. 
В возрасте 6 лет попала в авиационную катастрофу. В катастрофе погибли её родители, а сама Мотоко впала в кому на два года, пока не стало ясно, что она умрет без полной кибернетизации тела. Перенесла трансплантацию мозга, одной из первых стала практически 100 % киборгом; только её головной мозг и один сегмент спинного мозга остались человеческими и помещены в защитную оболочку, обеспечивающую жизнедеятельность, взаимодействующую с её телом и расширяющую функциональность мозга — т. е. кибермозг. В первом фильме, расследуя дело Project 2501 (Puppet Master), чье тело было построено на той же фабрике, что и её, начала сомневаться, действительно ли её сущность, её «призрак», душа, являются человеческими. В первом сезоне сериала в серии «Barrage» кибер-тело Мотоко получило пулю в голову из снайперской винтовки. Мозг был уничтожен  — без возможности перезаписать призрак на другой носитель. Однако позже выясняется, её новое тело управлялось дистанционно, чему поспособствовал Смеющийся Человек. Позже Майор призналась, что наверное является единственным человеком, получившим опыт посмертия.
Давно забыв своё истинное имя, Мотоко на протяжении своей жизни научилась управлять своим искусственным телом в совершенстве, что сделало её первоклассным оружием (отсюда и псевдоним «Кусанаги», то есть «поражающий меч»). Отмечая выдающиеся способности Кусанаги в военном искусстве, почти все обращаются к ней не иначе как «майор» (об этом говорит Сайто в серии «Poker Face»). В сериале несколько раз показана в военной парадной форме (三等陸佐, третий класс Сухопутных сил). Знаки отличия на погонах действительно соответствуют званию «Майор». После окончания военной карьеры она перешла в МВД, где был создан специальный отдел по борьбе с терроризмом и компьютерной преступностью. Её кибермозг позволяет буквально «нырять» в компьютерные сети, высокопрочное тело, весом в 2 центнера с титановым скелетом делает майора весьма крепким бойцом, наделенным внушительной физической силой. Более того, Майор хранит также свои прежние (детские) тела, с помощью которых порой наблюдает за сотрудниками отдела или же скрывается.
Кусанаги неплохо владеет тхэквондо, прекрасно стреляет и к тому же является первоклассным хакером. Её способности не позволяют идентифицировать себя с людьми. Кроме того, жизнь, полная убийств и насилия, и полное одиночество ведут к глубокому душевному конфликту, имеющему явно нигилистически-депрессивный характер. Никакой возможности покинуть Отдел у неё нет: она стала заложником собственного тела, которое теперь принадлежит государству, о чём становится известно из её разговора с Бато на борту катера в первом фильме. Несмотря на совершенное тело, её иногда преследуют воспоминания детства, например, как она, не привыкнув ещё к кибертелу и не рассчитав силы, нечаянно сломала куклу, сжав её в кулаке.
В зависимости от ситуации у неё были разные «доспехи», но она предпочитает тела, похожие на молодых женщин. Презирает тех мужчин, которым нужны женщины только для удовольствия и домашней работы. Неравнодушна к Бато, во втором сезоне сериала появляется также первая любовь Мотоко Хидэо Кудзэ, с которым она лежала в одной палате больницы после авиакатастрофы. Майор встречается с различными девушками и спит с ними, но часто забывает о своих подругах, одна из которых работает в больнице. Кусанаги тяжело перенесла привыкание к кибернетическому телу в детстве, поэтому переживает за других детей с кибертелами. Несколько раз синхронизировала свою память с чужой, получая новый жизненный опыт.
Сэйю — Ацуко Танака.

### Бато
Бато (яп. バトー Бато:) (фамилия Бутэдзу возможно ненастоящая, поскольку паспорт Бато можно было увидеть всего один раз, и, возможно, он служил для прикрытия) — киборг-громила ростом 187 см, обладающий огромной физической силой. Бато — экс-рейнджер, ветеран многих кровавых конфликтов в Южной Америке. Возраст неизвестен, но на вид ему примерно пятьдесят лет. Большинство своего свободного времени проводит в спортзале, тренируясь в боксе, которым владеет в совершенстве. При конфликте в Средней Азии Бато прославился как специалист по пыткам, прозванный «Стоматологом» из-за его жестоких методов и изощрённого садизма.
Бато — высококлассный специалист по тактической разведке и партизанско-сетевой войне. Любит делить людей на «массу», «полицию» и «профессионалов», имеет искусственные глаза со встроенной инфракрасной сенсорикой. Майора Кусанаги впервые встретил в Мексике, после чего стал явно неравнодушен к ней. Считает Майора Кусанаги мужеподобной и даже советует ей поменять тело на мужское, но сам находится под её чарами. По сравнению с нею худший аналитик, но более решителен и всегда полагается на грубую силу.
Привязан к своему автомобилю и одной из Татиком, которую он балует (к примеру обслуживанием минеральным маслом вместо синтетического). За что, в свою очередь, все Татикомы благодаря синхронизации привязаны к нему. Иногда демонстрирует сочувствие и сострадание как к киборгам, так и к людям. Часто теряет душевный покой от неизбежности смерти и уничтожения.
Имеет хорошие отношения с другими сотрудниками из девятого отдела, его нахальное поведение является показным ради достижения результата, но он всё-таки способен побороть чувства и выполнять свой долг. Часто бывает агрессивен и несдержан, поэтому нередко выбирает некорректные слова, усложняя этим расследования Отдела. В эпизоде, где Мотоко инсценирует свою смерть с помощью дистанционно управляемого тела, Бато проявляет эмоции и несколько раз кричит: «Мотоко!», а в следующем эпизоде другие служащие 9 отдела подшучивают над ним из-за этого.
Сэйю — Акио Оцука.

### Дайсукэ Арамаки
Дайсукэ Арамаки (яп. 荒巻大輔 Арамаки Дайсукэ) — руководитель 9 отдела. Несколько десятилетий работал в контрразведке Японии. 
Обладая высоким уровнем интеллекта, огромным рабочим опытом и связями, достигающими высших политических кругов, он решил организовать секретный отдел по национальной борьбе с терроризмом и кибер-преступностью. Так появился 9-й отдел, за который Арамаки ответственен перед главой МВД и самим премьер-министром, который, в свою очередь, может отдавать прямые приказы этой спецгруппе. Если оперативной ГлавКом отряда является Майор Кусанаги, ведущая активный бой и собирающая информацию, то Арамаки — это мастер провокаций, своего рода политик, всегда скрывающий и защищающий своих людей от Уголовного Кодекса самой же Японии. Арамаки обладает исключительными способностями в аналитике и построении планов.
Арамаки — 100%-й человек. Такое состояние продиктовано одной из директив безопасности Девятого отдела: в целях безопасности государства вообще, и Девятого отдела в частности, определённые (руководящие) должности должны быть укомплектованы 100%-ми людьми, в целях исключения возможности заражения компьютерными вирусами через Сеть. Однако в сериале у Арамаки, а также у других госслужащих, включая премьер-министра Каябуки, кибермозг всё же есть.
Сэйю — Осаму Сака.

### Исикава
Исикава (яп. イシカワ) — профессиональный хакер мирового класса, рост: 180 см, торговец информацией и самый старший в отряде по возрасту, за исключением Арамаки. Имея солидное игровое кафе, большинство своего времени проводит за поиском данных в Сети. Как специалист по электронике и ведению войны электронно-подавляющими средствами Исикава просто незаменим. В фильме он редко ввязывается в бой, но очевидно наличие большого боевого опыта. Возможно имеет знание подрывника, в одном эпизоде именно Исикава готовит бомбу для взрыва 9 отдела.
Не является киборгом, однако имеет всё же некоторые киберимплантаты.
Сэйю — Ютака Накано.

### Сайто
Сайто (яп. サイトー Саито:) — снайпер спецгруппы, рост: 172 см, почти полностью человек. Работал многие годы как наёмник в Мексике, воюя против миротворческих сил ООН. Тогда он впервые встретил майора Кусанаги, воевавшую на стороне противника. Сайто убил несколько офицеров, и после этого ему пришлось противостоять и Кусанаги. В финальной дуэли он чуть не прострелил ей голову, но, не разгадав трюка майора с якобы не скачанной программой наведения для стрельбы на средних дистанциях, получил ранение левого глаза осколками оптического прицела, разбитого пулей Кусанаги, из-за чего глаза и лишился. В ответ решил поразить её пистолетом, за что Кусанаги пригвоздила ножом к стене кисть его левой руки. Кусанаги могла с ним расправиться, но, впечатленная профессионализмом, предпочла завербовать в свою команду. С тех пор у Сайто искусственная левая рука и вместо левого глаза имплантирован прибор «Соколиное око» с вмонтированным датчиком системы GPS, который позволяет ему точно целиться на расстоянии нескольких километров. При этом им используется тяжёлая снайперская винтовка калибром 12,7 мм и более.
Сэйю — Тору Окава.

### Падзу
Падзу (яп. パズ) — бывший якудза, рост: 177см. Занимался сутенёрством, грабежом, торговлей нелегальной порнографией и отмыванием денег.  Обо всем этом было забыто после того, как он был завербован в 9-й отдел. В приквеле (Призрак в доспехах: У истоков / Призрак в доспехах: Возникновение / Koukaku Kidoutai Arise: Ghost in the Shell (2013г.)) рассказывает майору, что в мафию его заслали в качестве тайного агента полиции. Падзу, большой знаток подпольного мира, практически выросший в этой среде, даёт отряду бесценную информацию о криминальном мире через множество старых связей. Мужественен и способен пойти в атаку на вооружённый отряд даже с перочинным ножом в руке. Имеет также славу ловеласа, который, как он говорит, не спит с одной женщиной больше одного раза. Его редко можно увидеть в самом отделе и практически никогда — в действии. Отлично сражается голыми руками.
Сэйю — Такаси Онодзука.

### Тогуса
Тогуса (яп. トグサ) — ещё один член 9 отдела, не имеющий кибернетического тела, только мозговые имплантаты. Ещё на службе в полиции достиг большого мастерства в стрельбе из револьвера, который предпочитает автоматическому оружию. Один из инициаторов расследования «Дела о Смеющемся человеке».
Женат, воспитывает дочь и сына. В первой полнометражке получает выговор от Мотоко, которая, на его привязанность к револьверу, говорит: «Поскольку речь идёт и о моей заднице, используй лучше автоматический пистолет». Именно майор добилась перевода Тогусы из полиции в 9 отдел.
Несмотря на положительную критику своей деятельности от Майора и Бато, Тогуса немного скептически относится к своему присутствию в 9 отделе.
Возможно, дружит с Бато. Однако не понимает привязанности друга к старым машинам и татикомам. Татикомы это понимают и часто шутят над ним «Тогуса совсем нас не любит!». В третьей полнометражке становится Главным оперативником вместо майора.
Сэйю — Коити Ямадэра.

### Бома
Бома (яп. ボーマ Бо:ма) — напарник Падзу, рост: 200 см. Также, как и Бато, имеет имплантированные глаза.Участвовал в последней мировой войне, во время которой был специалистом по взрывчатке и подрывному делу. Он похож на своего напарника, так же неразговорчив.
Сэйю — Таро Ямагути.

## Другие персонажи

### Кадзундо Года
Кадзундо Года (яп. 合田 一人 Г:ода Кадзундо) — персонаж в аниме «Призрак в доспехах: Синдром одиночки 2nd GIG». Года — главный отрицательный персонаж произведения. На момент событий занимает пост руководителя комиссии по изучению стратегических влияний Разведывательной службы кабинета министров.
Сэйю — Кэн Нисида

Года Кадзундо получил гуманитарное образование и стал специалистом в области социологии, а также различных аспектов информатики. Он начал свою карьеру в частном секторе в корпорации «Посейдон Индастриал», одним из лидеров микромашинной и кибернетической промышленности Японии. После принимал участие в различных проектах Института технических исследований Японии, где, по словам Годы, под его руководством было разработано «Японское чудо».
Впоследствии Года перешел на госслужбу, и оказался одним из самых востребованных специалистов для Бюро по оборонной политике, где быстро продвинулся по карьерной лестнице. За счет связей и упорной работы он смог добиться поста руководителя комиссии по изучению стратегических влияний Разведывательной службы кабинета министров. В его жизни происходит трагический эпизод, когда он попадает в аварию. Чудом избежав смерти, Года решает оставить шрамы.
После разработки «Японского чуда», Года ожидал, что в результате этого он сможет попасть в высшие эшелоны власти, однако этого не произошло. Года объясняет это тем, что страна не смогла занять твердые позиции на мировой арене, даже имея в руках такую технологию. Он сделал вывод, что Япония находится в упадке, а общество глубоко несовершенно, так как основано на потреблении, в частности информации. В связи с этим понятие индивидуальности условно, а действительно уникальных личностей, к которым Года причисляет и себя, крайне мало. В своей дипломной работе «Должны ли люди, интегрированные в сеть, стремится к индивидуализму или взаимодействию? Феномен героизма с точки зрения организатора» Года доказывает, что общество, интегрированное в сеть, подсознательно стремится к коллективизации даже путём потери индивидуальности. При этом на практике возрастает число т. н. «индивидуалистов», которые всего лишь копируют первоначальный оригинал. В этом и состоит суть Синдрома одиночки. Года считает, что именно он должен вести общество, но ему не хватает необходимых качеств, включая харизму. Полученные шрамы он воспринимает как подарок судьбы, так как считает, что личность меняется с изменением тела.
Сложившаяся политическая ситуация стала удобным плацдармом для реализации планов Годы по переустройству общества. Он задается целью перестроить систему и сделать её подобной временам холодной войны, то есть сделать Японию государством под протекторатом США. Для реализации своих планов он находит себе союзника в верхах в лице Такакуры. В планы Годы входит усугубить ситуацию с беженцами насколько это возможно, спровоцировать объявление ими автономии на территории Японии, далее, устроить провокацию от лица беженцев с угрозой использования оружейного плутония, которым якобы владеют беженцы, устроить ядерный удар по автономии с американской подводной лодки и затем обеспечить быструю очистку территории с помощью «Японского чуда». Эти события приведут к коллапсу текущего режима и приходу к власти проамериканского правительства. Кроме того, так как вопрос с беженцами будет решен, Такакура сможет перевести деньги из фондов по обеспечению политики в отношении беженцев к себе в оборонный сектор.
Методы достижения своей цели Года основывает на собственных разработках в студенческие годы и планирует использовать Синдром одиночки. При помощи специалистов компании «Посейдон индастриз», в которой Года раньше работал, он создает кибермозговой вирус под названием «одиннадцать». Для большинства заразившихся вирус неопасен, так как существует в пассивной форме. Активировало вирус прочтение человеком 10 эссе Патрика Сильвестра о т. н. революции в Японии 15 мая 1932 г. — очень редкие эссе, интересные в основном идейным военным. Активированный вирус загружал в сознание жертвы ложную идеологию, основанную на несуществующем 11-м эссе. Суть идеологии сводилась к тому, что душа человека, отдавшего свою жизнь за революцию, идет прямо в вечность. Цель существования подобного вируса — создание специализированной группы («Группа 11»), которая, действуя в соответствии с фальшивой идеологией, возложит на себя миссию освобождения беженцев через создание для последних невыносимых условий существования и тем самым раздует конфликт.
Согласно теории Годы в обществе, интегрированном в сеть, возможно появление сильного волевого человека, так называемого «Героя», который неосознанно будет интегрировать массы в себя через сеть и управлять сознанием окружающих. Подобные лидеры уже ранее наблюдались в различного рода религиозных организациях. В ходе повествования, появление такого индивидуума оперативник 9-го отдела Бато определяет как «непредвиденный фактор». Года надеется на появление такого индивидуума в среде беженцев, так как, управляя им, можно будет управлять всеми беженцами.
Сама суть идеологии «одиннадцать» была близка Годе по духу и, таким образом, мотивация и поведение всех членов «Группы 11» будут абсолютно понятными для Годы. Все они, согласно Синдрому одиночки, будут всего лишь имитаторами самого Годы, включая «Героя».
Годе удаётся реализовать большинство из намеченного. «Героем» становится Хидэо Кудзэ. 9-й отдел раскрывает планы Годы и в последний момент предотвращает ядерный удар. Года пытается покинуть страну вместе с представителями от Американской империи, но хотя все документы и были в полном порядке, а его участие в событиях недоказуемо, Мотоко расстреливает Годо, так как он отказывается подчиниться решению премьер-министра о запрете его выезда из страны как носителя государственной тайны.

### Хидэо Кудзэ
Хидэо Кудзэ (яп. クゼ・ヒデオ Кудзэ Хидэо) — персонаж в аниме «Призрак в доспехах: Синдром одиночки 2nd GIG». Кудзэ — японец и 100 процентный киборг со сделанным на заказ неподвижным лицом. На момент событий фильма Кудзэ является одним из членов группировки «11 партикуляристов». Затем — лидером беженцев из Восточной Азии, проживающих в Японии преимущественно на искусственном острове Дэдзима.
Сэйю — Рикия Кояма

В детстве Хидэо Кудзэ пережил крушение самолета, в котором погибли все кроме него и Кусанаги Мотоко. Все его тело, кроме левой руки, было парализовано. Мотоко была в критическом состоянии, и в госпитале он начал собирать левой рукой журавликов-оригами, так как по легенде, если собрать 1000 журавликов, то человек будет исцелен. Состояние Мотоко ухудшается, и она проходит полную кибернетизацию. Затем она пытается убедить Кудзэ тоже пройти кибернетизацию, но он отказывается, так как единственной его целью стало делать журавликов по умершей, как он считает, девочке. Позже он соглашается на операцию.
В дальнейшем Хидэо Кудзэ становится солдатом Сил самообороны Японии. По окончании Второй вьетнамской войны Американская империя восстанавливает своё былое могущество и требует высадки войск ООН на Северокорейский полуостров для получения прав на разработку урановых рудников на севере полуострова от нового объединённого правительства в регионе. В данной ситуации Япония не могла отказать ООН, памятуя, что сама не воевала на протяжении последних двух войн. В то же время террористы убивают премьер-министра страны, в результате чего вводится строгий контроль над прессой для регулирования общественного мнения. Для этого была создана Комиссия по изучению стратегических влияний, которую уже потом возглавил Года. Правительство решает послать вооружённые силы в регион Синыйджу на границу Китая и Северной Кореи, который считался сравнительно безопасным. Синыйджу был центром торговли, что делало его защищённым от атак. К несчастью, остатки Народной армии выбрали своим центром район в 20 км к западу от Синыйджу. Среди размещённых в регионе сил был и отряд Кудзэ, который стал одним из двух противопартизанских карательных отрядов. В связи с информацией разведки о планах Народной армии атаковать регион Синыйджу, отряду Кудзэ было приказано обойти противника с севера и нанести упреждающий удар. Однако на пути к цели отряд столкнулся с не отмеченным на карте лагерем беженцев, который был захвачен и разграблен отрядом Народной армии, а почти все жители были убиты. Члены отряда посчитали своим моральным долгом вступить в битву с захватчиками. Нападения Народной армии на регион не состоялось, а эта битва стала единственной. В дальнейшем остальные отряды были переведены в город. Отряд Кудзэ остался в лагере, где у солдат начался посттравматический синдром, так как массовое уничтожение народной армии было первым убийством для солдат. В лагере началось массовое пьянство и курение гашиша. Когда сведения об этом распространились, японская пресса начала развивать эту тему в негативном ключе. Уничтожение отряда Народной армии не достигло ушей прессы из-за цензуры, что только усиливало критику в отношении солдат. В конечном итоге отряду было запрещено возвращаться на родину из-за этой шумихи. Далее, сведения о массовой резне в лагере беженцев просочились в прессу, что привело к обвинению в этом отряда Кудзэ. В один из этих дней Кудзэ услышал, как репортёр оскорблял солдата и называл его ассасином за то, что он курит гашиш. Кудзэ выменял своё оружие на фотоаппарат журналиста и ушёл в лагерь беженцев. Со временем Кудзэ стал очень известен среди беженцев. Потом Народная армия сдалась, войска Японии, свободные от обязательств вернулись на родину, шумиха в прессе улеглась, а Кудзэ исчез из лагеря.
Странствуя по Евразии, Кудзэ видит жизнь беженцев и начинает разделять их идеалы. В Тайване Куздзе стал лидером беженцев и был известен под прозвищем Ро, что сочетает в себе характер волка, яркость солнечного дня и самурая, не имеющего хозяина. Под его руководством беженцы пришли к согласию с местными Якудза и стали смешиваться с коренным населением. В дальнейшем беженцы стали налаживать успешный бизнес. В числе налаженного бизнеса числится контрабанда наркотиков и С-4. Далее Кудзэ возвращается в Японию якобы для ремонта своего тела, хотя на самом деле он становится членом группы «11 партикуляристов».
Будучи заражённым вирусом «11», Кудзэ стремится отомстить премьер-министру Каябуки Ёко за отмену положения «Об особом статусе беженцев». В момент покушения он осознает неправильность своих действий и даёт возможность 9-му отделу спасти премьера. В финальном выступлении 11 партикуляристов на крыше радиовышки Киюше в Фукуоке Кудзэ не совершает самоубийства как остальные и скрывается с места происшествия. Кудзэ перерабатывает вирус в своем мозгу.
После событий на радиовышке в Фукуоке Кудзэ скрывается в Дэдзиме. Последние события и деятельность вируса сильно сказываются на личности Кудзэ, делая из него сильного пассионария. Структура его личности становится совершенно аномальной, а постоянный уровень адреналина в крови смертельным для большинства людей. Территория его призрака в сети также является смертельной для всех, поэтому он использует только внешние фильтры и не использует каких-либо файерволов и вирусов в качестве защиты. Разделяя убеждения беженцев и делая их своей единственной целью, а также призывая людей судить его не по слухам, но по плодам, Кудзэ становится кибермозговым центром, объединяющим через сеть 3 миллиона беженцев в Дэдзиме.
Кудзэ убеждает беженцев отказаться от практики терроризма и использовать только угрозы проведения крупных террористических актов. С помощью своих связей он организует поставки оружия беженцам, которое должно послужить лишь как средство подкрепления угроз.
Используя слухи о наличии у беженцев оружейного плутония, Кудзэ объявляет независимость Дэдзимы. Последующий за этим конфликт с властями, развёртывание планов Годы и деятельность 9-го отдела вынуждают Кудзэ сдаться властям. Затем сотрудники ЦРУ, связанные с коррумпированными лицами в полиции, убивают Кудзэ.
Финальная личность, которой стал Кудзэ под воздействием вируса, является продуктом направленного использования Синдрома Одиночки руководителем комиссии по изучению стратегических влияний Разведывательной службы кабинета министров Кадзундо Годой. По-своему, Кудзэ является имитатором Годы, в результате чего Года легко предсказывает все дальнейшие действия Кудзэ, так как поступал бы аналогично в подобных ситуациях. В последних эпизодах сотрудник 9-го отдела Бато высказывает сомнение и говорит, что Года сам стал имитатором Кудзэ.
Кудзэ стремится к глобальной революции. По его мнению, сеть отслужила своё как инфраструктура для коммуникации людей и теперь превращается в сверхструктуру, которая будет способна объединить сознания всех людей, и перевести человечество на новый уровень. Он хочет сделать беженцев первопроходцами в этой области. Единственная проблема — это то, что, по его мнению, люди недальновидны и пытаются довольствоваться только что приобретённым, не задумываясь о глобальных целях. Кроме того, люди бездумно потребляют всю информацию, которая кажется им приятной и тем самым становятся легко управляемы. Кудзэ формирует эту идею как: «вода стремится течь по низинам, также как и человеческие сердца».

## Одиннадцать индивидуалистов

Одиннадцать индивидуалистов перед памятником в Кагосиме

«Одиннадцать индивидуалистов» (англ.  Individual eleven) — террористическая организация из вселенной аниме-сериала «Призрак в доспехах: Синдром одиночки 2nd GIG». В переводе на английский язык Смеющимся человеком организация называется «Одиннадцать партикуляристов», но в связи с использованием самими авторами аббревиатуры Individual eleven основным переводом является всё же первый вариант.

### Сущность организации, цели и методы их достижения
Одиннадцать индивидуалистов представляют собой неограниченную по численности группу совершенно независимых и не знающих друг друга людей, объединенных общей идеологией и целью. Своей задачей каждый индивидуум видит «освобождение» беженцев от воли правительства Японии и навязанного им существования в качестве дешёвой рабочей силы. Основным методом достижения этой цели они видят целенаправленное уничтожение всей инфраструктуры по поддержке беженцев и доведения их уровня жизни до крайности в надежде спровоцировать восстание беженцев с последующим объявлением автономии на полуострове Дэдзима.

### Причина существования
Причиной существования подобной организации является деятельность определённой группы в правительстве во главе с руководителем комиссии по изучению стратегических влияний Разведывательной службы кабинета министров Японии Кадзундо Годой. Под его руководством был создан специальный кибермозговой вирус «Одиннадцать». Вирус распространялся через сеть и активизировался лишь у тех, кто прочёл 10 эссе Патрика Сильвестра о событиях 1935 года в Японии. Вирус загружал в сознание жертвы 11-е несуществующее эссе. В дальнейшем заражённый проникался идеологией 11-го эссе и действовал в соответствии с ней. Целью правительственной группировки было спровоцировать конфликт с беженцами и, обвинив текущую администрацию в неспособности справиться с ситуацией, захватить власть.

### Предпосылки появления
Группировка, именующая себя «11 индивидуалистов», захватывает китайское посольство в Фукуоке. Террористы требуют прекратить принимать беженцев из Азии, а также закрыть 5 районов размещения беженцев в Японии. 9-й отдел ликвидирует террористов. Данное событие толкает правительственную группировку на создание вируса с аналогичным названием. Причиной является необходимость замаскировать действие вируса и списать всё на «Синдром одиночки», то есть заражённые будут интерпретироваться как имитаторы первоначальной организации.

### Испытание вируса
Первым зараженным оказывается участник военных учений, проводимых с целью отработки механизма подавления волнений беженцев, пилот вертолета новой модели с искусственным интеллектом Zigabathy Advanced. Группировка каким-то образом заражает кровеносную систему пилота микромашинным вирусом. Во время учений пилот умирает, однако зараженный вирусом 11 кибермозг пилота продолжает функционировать и взаимодействовать с ИИ вертолета. В результате, машина игнорирует приказ о возвращении и взламывает ещё 9 подобных вертолетов и дозаправщик с различных баз, а после устремляется в район проживания беженцев в Ниихаму, где вместе с остальными вертолетами начинает кружить вокруг радиовышки, подливая масла в огонь недовольства беженцев. Года получает необходимые санкции правительства на разрешение ситуации, так как возникновение конфликтов внутри общества в его компетенции, и разрешает ситуацию с помощью 9-го отдела.

### Деятельность «11 индивидуалистов»
11 индивидуалистов совершают 9 независимых террористических актов:
- 1. шантаж компании JNN-TV о незаконном расходовании средств;
- 2. взрыв в Ассоциации помощи беженцам;
- 3. шантаж благотворительной организации, снабжавшей беженцев кибертелами;
- 4. убийство врача и специалиста по кибертелам, помогавшего беженцам;
- 5. смерть президента сетевого банка, бывшего беженца;
- 6. убийство председателя гражданской партии;
- 7. убийство популярного среди беженцев киберрэпера Дэнсэцу;
- 8. шантаж новостного агентства «Нанье» и стрельба по её сотрудникам;
- 9. Письмо с угрозами о захвате плутония с секретного ядерного реактора. 
Общим в этих преступлениях было то, что все они совершались индивидуалистами, которые брали на себя ответственность, используя свой знак и подписываясь как «Организация освобождения беженцев».

Десятым случаем становится письмо с угрозами премьер-министру Каябуки, которое она получила, совершая официальный визит в район проживания беженцев на остров Дэдзима. 9-му отделу поручают охранять премьер-министра, хотя в компетенцию отдела как раз входит расследование подобных случаев. Убийцей оказывается Хидэо Кудзэ. Поведение Кудзэ отличалось от поведения остальных зараженных из-за сильной личности носителя. Он не ставил своей целью убивать премьер-министра, а лишь намеревался заявить о себе. В момент покушения он медлит и позволяет Мотоко спасти премьера. Самому Кудзэ удается скрыться.
В финале Группа 11 собирается перед памятником в Кагосиме. Всего их двенадцать, при этом Кудзэ одет в белое, а остальные 11 в чёрное. Развязка наступает на крыше радиовышки Киюше в Фукуоке. Один из индивидуалистов произносит речь об освобождении беженцев и последних днях порочной системы. При этом его выступление транслируется в прямом эфире по одному из центральных каналов благодаря случайно пролетавшему мимо вертолету телекомпании. Затем члены Группы, разбившись по парам, набрасываются друг на друга и срубают головы. Только Кудзэ убивает своего оппонента и скрывается с места событий.

### Побочные заражения
В политическом ток-шоу выступает глава одного из новостных агентств Фумия Добаси, который также оказывается инфицированным. Тема встречи — проблема беженцев и терроризма. Добаси обвиняет текущий режим в слабости, оправдывает действия «индивидуалистов» и для разрешения проблемы призывает дать беженцам независимость. После этого он выдает закрытую информацию о взаимосвязи террористических актов, обвиняет полицию в сокрытии информации. По итогу ток-шоу, телеведущий в прямом эфире извиняется перед МВД.
Тогуса пытается получить информацию об одиннадцатом эссе от профессора социологии из института Ниихамы. Профессор соглашается показать ему оригинал эссе, но очень удивляется, когда не может найти его.

## Отзывы и критика
Майор Кусанаги Мотоко занимает 13 строчку в списке 25 лучших аниме персонажей по версии IGN.
Журнал «Мир Фантастики» поставил Мотоко Кусанаги на 7 место в списке «Самые-самые роботы», автор написал, что Майор «умный и созерцательный робот, которому наплевать на азимовские страшилки, ведь перед этим биомеханическим существом встает совсем другой вопрос — что такое человек, если его разум можно копировать, а тело — менять?».